# Artanes Abeliano
Artanes (em grego: Αρτάνης; romaniz.: Artánēs) ou Artém (em armênio: Արտէն; romaniz.: Artēn) foi um nobre armênio do século V da família Abeliano, ativo durante o reinado do xainxá Isdigerdes II (r. 438–457).

## Nome
Artanes (Αρτάνης, Artánēs) ou Artines (Ἀρτίνης, Artínes) é a forma grega do armênio Artém (Արտէն, Artēn), que segundo Hračʻya Ačaṙyan é formado por Art-, comum a outros nomes como Artavasdes, Artabano ou Artaxias / Artaxes + a partícula -ēn. O nome foi registrado no persa médio como Ardém (Ardēn), que derivou do iraniano antigo Retaina (*R̥ta-aina-; de *R̥ta-, "mente"). Foi ainda atestado em aramaico como Retim (’rtyn) e elamita como Irtena. James R. Russell propôs, dada a semelhante desse nome com Artagnes, a forma grega registrada nas inscrições do Reino de Comagena do nome do iazata da vitória Veretragna, que Artanes possa ser um nome teofórico relacionado a esse deus.

## Contexto

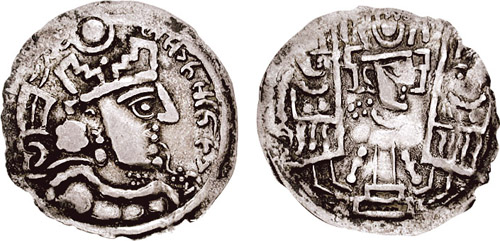
Dracma de r.

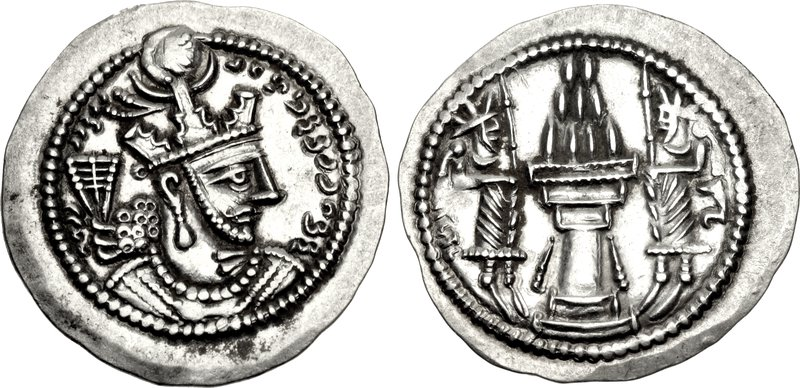
Dracma de r.

Em 428, os nacarares da Armênia peticionaram ao xainxá Vararanes V (r. 420–438) para que destronasse o rei Artaxias IV (r. 422–428) e abolisse a dinastia arsácida. Para governar o país, Vemir-Sapor foi nomeado como marzobã e Vaanes II foi designado à tenência real. Vemir-Sapor morreu em 442, após uma administração considerada justa e liberal, na qual conseguiu manter a ordem sem ferir o sentimento nacional de frente. Vasaces I substituiu-o como marzobã. Vararanes permitiu a manutenção do cristianismo, enquanto procurava acabar com a influência do Império Bizantino sobre a Igreja da Armênia ao anexá-la à Igreja do Oriente. Contudo, seu filho e sucessor, Isdigerdes II (r. 438–457), era um pietista masdeísta e se comprometeu a impor o masdeísmo na Armênia.

## Vida
Artanes foi membro da família Abeliano, mas sua parentela é desconhecida. Em 450-451, quando Vardanes II liderou uma grande revolta contra a autoridade de Isdigerdes II, esteve entre os nobres que traíram os rebeldes e juntaram-se a Vasaces I, que embora armênio, estava apoiando a causa iraniana. Esses nobres decidiram trair Vardanes, pois Vasaces havia aproveitado a movimentação dos rebeldes na região da Albânia para conquistar fortalezas armênias e capturar os filhos dos nobres que fossem contrários à sua política pró-iraniana.